# Alkmaión (archón)
Alkmaión (starořecky Ἀλκμαίων, latinsky Alcmaeon) je syn a následník aténského archonta Aischyla (pravděpodobně mytický).
Alkmaión byl archontem jen dva roky. Podle antického autora Jeronýma vládl od roku 755 před Kr. do roku 753 před Kr.
Starověký autor Eusebios z Kaisareie uvádí, že po jeho vládě Athéňané zrušili dědičnou a doživotní vládu archontů a následující archonti byli již voleni a čas jejich panování byl omezen na deset let. Vládou Alkmaióna skončilo 315leté panování archontů, kteří byli potomky krále Nestora z Pylu. Alkmaión se později považoval za zakladatele urozené aténské rodiny Alkmaionovců, ze které pocházeli kromě jiných Periklés a Kleisthenés.